# 浮栅金属氧化物半导体场效应晶体管
浮栅金属氧化物半导体场效应晶体管（Floating-gate MOSFET，简称浮栅MOSFET或FGMOS）是一种场效应晶体管，其结构类似传统的金属氧化物场效应晶体管（MOSFET） 。FGMOS的栅极是电绝缘的，从而在直流电中产生浮动节点。在浮栅（floating gate）上方以沉积方式构造多个次级栅极或输入电极，与浮栅绝缘。这些输入与浮栅仅有电容耦合连接。由于浮栅完全被高电阻材料包围，因此其中包含的电荷量会长时间保持不变。通常使用Fowler-Nordheim隧穿和热载流子注入机制来修改存储在浮栅中的电荷量。 
FGMOS的应用包括EPROM中的数字存储元件、EEPROM和闪存、模拟存储元件、数字电位器、单晶体管DAC以及神经网络中的神经元计算元件等。 

## 历史
FGMOS的最早报道是姜大元和施敏发表的, 其历史可追溯至1967年。FGMOS的最早应用是将数字数据存储在EEPROM，EPROM和闪存中。 
1989年，英特尔在其ETANN芯片中采用了FGMOS作为非易失性模拟存储器元件，展示了将FGMOS器件用于数字存储器以外的应用的潜力。 
三项研究成果为当前FGMOS电路的大部分开发奠定了基础： 
1. Thomsen和Brooke在标准CMOS双层多晶工艺中演示和使用电子隧穿技术，[3]使许多研究人员无需使用专门的制造工艺即可研究FGMOS电路概念。
2. νMOS或神经元-MOS，是Shibata和Ohmi提出的电路方法，[4]为将电容器在线性计算中的使用提供了最初的灵感和框架。这些研究人员专注于浮栅电路特性而不是器件特性，并使用紫外光来中和电荷，或通过打开和关闭MOSFET开关来模拟浮栅元件。
3. Carver Mead的自适应视网膜[5]给出了将连续运作的浮栅编程/擦除技术作为自适应电路技术的支柱的第一个例子。在该例中，紫外光被用于浮栅编程技术的实现。

## 器件结构

浮栅晶体管的横截面

FGMOS可以通过将标准MOSFET栅极绝缘来制造。通过绝缘使得其栅极与外界没有电阻连接；然后在浮栅上方沉积多个次级栅极或输入电极，并与其电隔离。由于浮栅完全被高电阻材料包围，输入电极和浮栅之间仅有电容耦合，因此，就其直流工作点而言，浮栅是浮动节点。 
在需要修改浮栅电荷量的应用，每个FGMOS会添加一对额外的小晶体管，以实现注入和隧穿操作。每个晶体管的栅极连接在一起；隧穿晶体管的源极、漏极和体端子相互连接，形成电容隧穿结构。注入晶体管以正常方式连接，并施加特定电压以产生热载流子，然后通过电场将热载流子注入浮栅。 
在纯电容应用中，FGMOS晶体管既可以制造成N型，也可以做成P型。 对于电荷改变的应用，隧穿晶体管（以及FGMOS）需要嵌入到阱中，因此该技术决定了可以使用的FGMOS的类型。 

## 建模

### 大信号直流电
模拟FGMOS的直流操作的等式可以从描述构建FGMOS的MOS晶体管的操作的等式导出。如果可以确定FGMOS器件的浮栅处的电压，则可以使用标准MOS晶体管模型来表示其漏极到源极电流。因此，为了导出一组模拟FGMOS器件的大信号操作的方程，有必要找到其有效输入电压与其浮栅处的电压之间的关系。 

### 小信号
有N个输入的FGMOS器件比MOS晶体管多N -1个端子，因此可以定义N + 2个小信号参数： N个有效输入跨导，一个输出跨导和一个体跨导。分别列式如下： 
{\displaystyle g_{mi}={\frac {C_{i}}{C_{T}}}g_{m}\quad {\mbox{for}}\quad i=[1,N]}
{\displaystyle g_{dsF}=g_{ds}+{\frac {C_{GD}}{C_{T}}}g_{m}}
{\displaystyle g_{mbF}=g_{mb}+{\frac {C_{GB}}{C_{T}}}g_{m}}
上式中{\displaystyle C_{T}}是浮动栅极上的总电容。这些方程式揭示了FGMOS的相对MOS晶体管的两个缺点： 
- 输入跨导减少
- 输出电阻减少

## 模拟
在正常情况下，电路中的浮动节点表示错误，因为该节点的初始条件是未知的，除非它以某种方式固定。这会产生两个问题：首先，模拟这些电路并不简单；其次，在器件制备过程中，未知量的电荷可能会滞留在浮栅上，这将导致浮栅电压的初始条件未知。 
在为计算机模拟提出的众多解决方案中，最有希望的方法之一是由Rodriguez-Villegas提出的初始瞬态分析（Initial Transient Analysis, ITA），其中浮栅设置为0伏，或根据对在器件制备过后浮栅中俘获的电荷的测量选择已知电压值。随后在外电压设置为其最终值的情况下运行瞬态分析，使输出正常演变。浮栅的值可以随即得出，并可用于后验小信号模拟——使用非常高值的电感器将具有该初始浮栅值的外电压源连接到浮动栅极。 

## 应用
FGMOS的使用和应用可大致分为两种情况。如果在电路使用期间不改变浮栅中的电荷，则可被看作FGMOS的电容耦合操作。 
在电容耦合操作中，浮栅中的净电荷不被改变。这种方式的应用实例是单晶体管加法器、DAC、乘法器、逻辑功能与可变阈值逆变器等。 
FGMOS作为可编程充电元件时，通常用于非易失性存储器中：如闪存、EPROM和EEPROM存储器。在这类应用中，FGMOS能够在不连接电源的情况下长时间存储电荷，因此十分有用。  FGMOS的其他应用包括模拟存储元件、数字电位器和神经网络中的神经元计算元件等。 